# Daniele Piccini

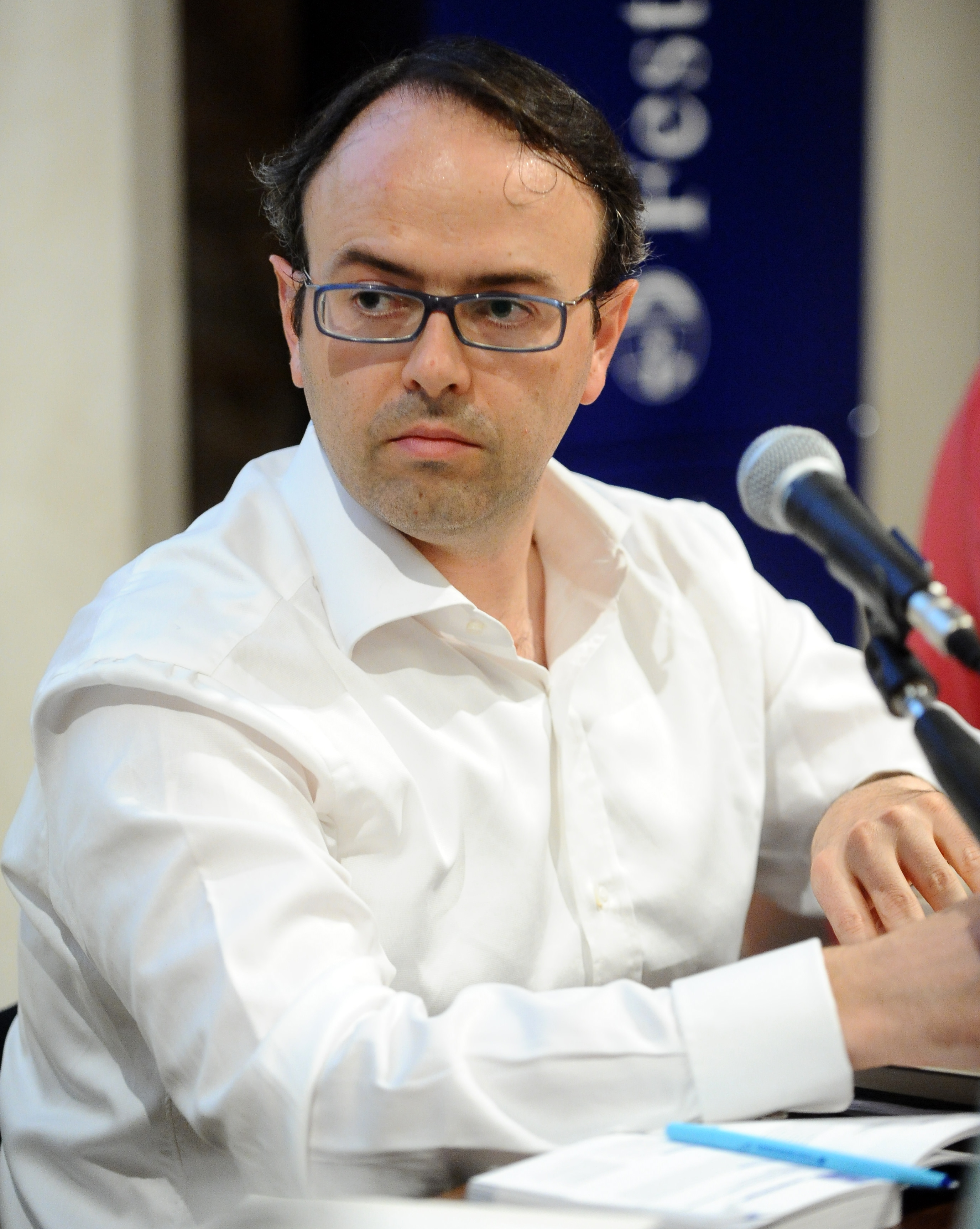
Daniele Piccini

Daniele Piccini (Città di Castello, 15 aprile 1972) è un filologo, critico letterario e poeta italiano. Docente universitario e saggista, è autore di varie raccolte di versi.

## Biografia
Daniele Piccini vive dividendosi tra Sansepolcro, Milano e Napoli.
Dopo aver collaborato con l'Università Cattolica di Milano, dove ha anche conseguito la laurea in Lettere, dal 2011 al 2013 è stato professore associato presso la Seconda Università di Napoli. Dal 2014/2015 è docente di Filologia italiana presso il corso di laurea magistrale Italiano per l'insegnamento a stranieri  dell'Università per Stranieri di Perugia.
Dal 2007 è presidente dell'Istituzione Culturale “Museo – Biblioteca – Archivi Storici della città di Sansepolcro”. Il 25 novembre 2008  ha ricevuto il Premio delle Pontificie Accademie.
Dal 2013 al 2019 è stato direttore del Comitato scientifico dell’indirizzo di Dottorato in Scienze linguistiche e filologiche, all’interno del Dottorato di Ricerca in Scienze letterarie, librarie, linguistiche e della comunicazione internazionale, presso l’Università per Stranieri di Perugia. 
Dal 2012 è direttore responsabile della rivista scientifica «Studi di erudizione e di filologia italiana» e membro della redazione.
Dal 2013 è membro dell’Accademia Petrarca di Lettere Arti e Scienze di Arezzo e collaboratore della rivista «Studi di filologia italiana».
Dal 2014 al 2017 è stato membro del Consiglio direttivo della Società dei filologi della letteratura italiana.
È redattore della rivista "Poesia" della casa editrice Crocetti. Collabora con "Famiglia Cristiana", "Avvenire" e “La lettura”. Per la collezione di poesia allegata al "Corriere della Sera" ("Un secolo di poesia") ha curato l'antologia di Mario Luzi dal titolo Mondo in ansia di nascere (2012).
Ha concentrato i suoi studi filologici sulla poesia italiana del Trecento, mentre la sua riflessione critica guarda in prevalenza ai poeti del Novecento.

## Opere

### Studi
- Con rigore e passione. Viaggio fra le letture del nostro tempo, I quaderni del Battello ebbro, 2001.
- Di nascita e morte, Lieto colle, 2002.
- Un amico del Petrarca. Sennuccio del Bene e le sue Rime, Antenore, 2004.
- La poesia italiana dal 1960 a oggi, Rizzoli, 2005.
- Laudi del folle amore di Iacopone da Todi, Baldini e Castoldi, 2006.
- Le poesie che hanno cambiato il mondo, BUR, 2007.
- Versi da ridere. Poesie comiche italiane, Il Saggiatore, 2007.
- Come dirsi addio. Versi oltre la fine dell'amore, Bur, 2008.
- Letteratura come desiderio. Studi sulla tradizione della poesia italiana, Moretti & Vitali, 2008.
- Sinibaldo da Perugia. Un poeta del Trecento e la sua opera, Deputazione di storia patria per l'Umbria, 2008.
- Poesia italiana contemporanea e tradizione del Novecento, Principato, 2009.
- “Ninfale fiesolano” di Boccaccio – curatela di Daniele Piccini, Rizzoli, 2013.
- La gloria della lingua. Sulla sorte dei poeti e della poesia, Morcelliana, 2019.
- Luzi, Salerno, 2020.

### Poesia
- Motore diversi (Crocetti, 2001)
- Terra dei voti (Crocetti, 2003)
- Canzoniere scritto solo per amore (Jaca Book, 2005)
- Altra stagione (Aragno, 2006)
- A Breath in Creation. Collected poems (Gradiva, 2013)
- Terra del desiderio (Nomos, 2016)
- Regni (Manni, 2017)
- Inizio fine (Crocetti, 2013, 2021)
- Per la cruna (Crocetti, 2022)